# Готфрид III (граф в Блисгау)

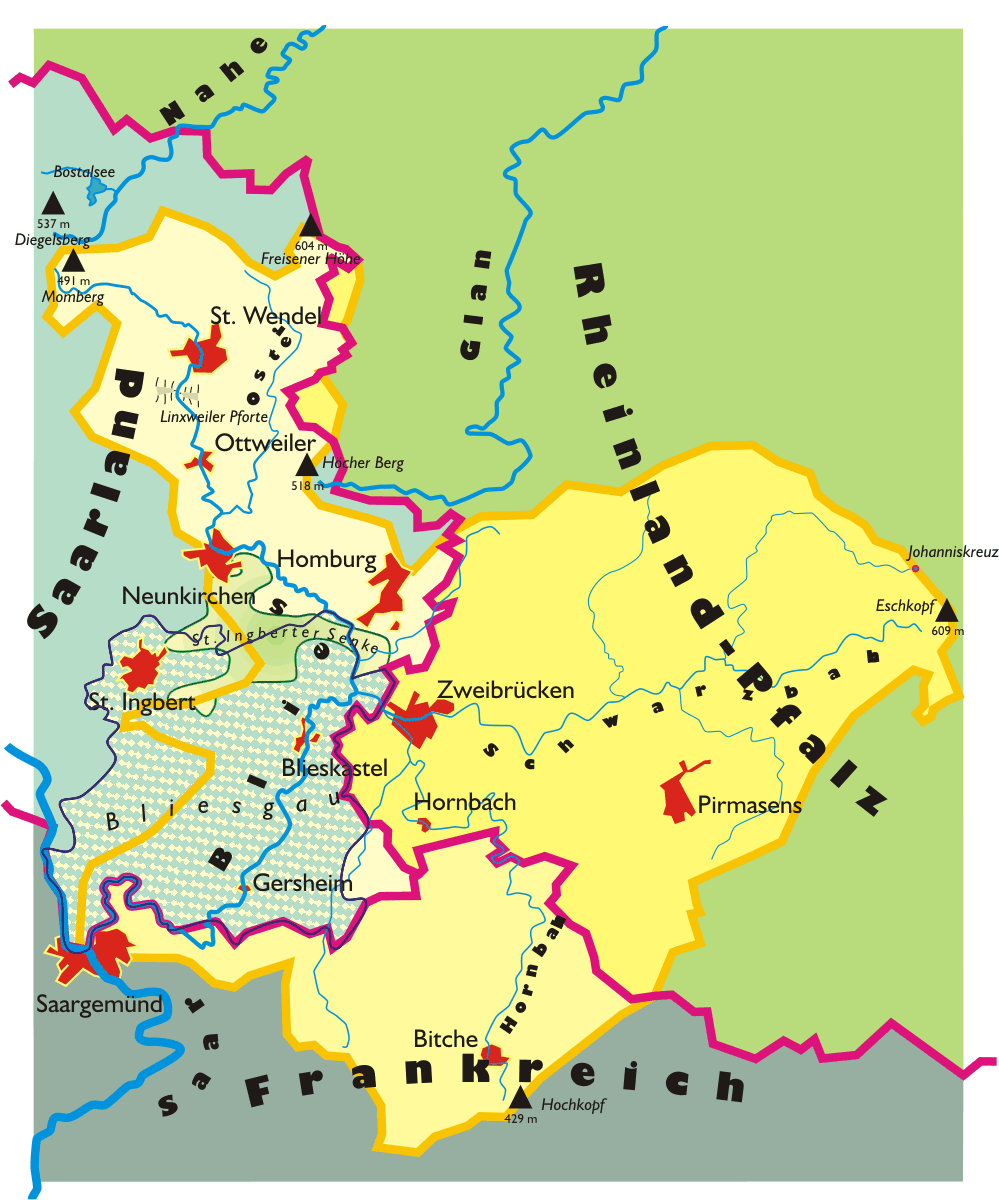
Карта Блисгау

Готфрид III (нем. Gottfried III; ум. 1098 или позже) — граф в Блисгау с ок. 1075 года.
Младший из двух сыновей графа Меца Фольмара VI и его жены Сванехильды. После смерти отца унаследовал владения в Блисгау («in pago Blisengowe») и стал родоначальником линии графов фон Блискастель, вымершей в 1237 году.
В документе, датированном 1098 годом, указан как ‘’Godefridus comes de Castele’’ — граф Кастеля. Это первое историческое упоминание замка Кастель — будущего города Блискастель. Однако возможно, что это не Готфрид III, а его одноимённый сын.

## Семья
Был женат на Матильде, дочери люксембургского графа Конрада I и его первой жены Эрменсенды. Дети:
- Готфрид I (ум. 1127), граф фон Блискастель (comes Godefridus de Castello).
- Фольмар, граф Хюнебурга, упоминается в 1105—1133.
- Хельвида, жена майнцского графа Герхарда.